# Ålandsbanken Sport Club
Ålandsbanken Sport Club (ÅSC) var en åländsk innebandyförening som spelade i högsta serien i Finland under slutet av 1990-talet och början av 2000-talet när den åländska innebandyboomen varade. ÅSC är inte längre aktiv. Flera finska landslagsspelare var aktiva i laget, som t.ex. Hannes Öhman, Tom Sarling, Peter Wiklöf, Guy Börman, Daniel Sundblom, Niklas Isaksson och Thomas "Pitchi" Lundberg.

## Historia
Vintern 1995 bestämde sig Ålands två bästa innebandylag, IF Start och VÅSC, att bilda ett gemensamt representationslag och satsa på att stiga till FM-ligan i Finland. VÅSC spelade i division II (1994-1995) och vann den serien och steg till division I. 
Första säsongen i division I (1995-1996) hette laget fortfarande VÅSC, men i praktiken var fusionen genomförd. De bästa spelarna från respektive lag hade samlats direkt efter att VÅSC hade avslutat säsongen (1994-1995). Ledarstaben för det nya laget kom från IF Start, mental- och fystränare Christoph Treier samt den före detta landslagsspelaren i innebandy Mats Adamczak som coach.
I sin första säsong vann de direkt division I och steg utan kval till högsta serien. Året efter lyckades de hålla sig kvar i FM-ligan, vilket också var tränarduons målsättning. Som ersättare kom den svenska coachen Mikael Larsson från SM-ligan för att höja målsättningen. Under sin sex år långa vistelse i högsta serien lyckades ÅSC komma på en fjärde plats som bästa placering.

## Kända spelare från ÅSC

### Landslagsspelare/ spelare[3]
- Hannes Öhman
- Tom Sarling
- Peter Wiklöf
- Guy Börman
- Daniel Sundblom
- Niklas Isaksson
- Thomas "Pitchi" Lundberg
- Stefan Flöjt
- Mikael Andersson

## Matcher spelade i FM ligan
Statistik för ÅSC 
|     |           |            | Säsonger | matcher | vunna | oavgjorda | Förluster | m+  |   | m-  | poäng |
| ÅSC | Mariehamn | Grundserie | 6        | 147     | 48    | 13        | 86        | 530 | - | 692 | 109   |
| ÅSC | Mariehamn | Playoffs   | 2        | 10      | 4     | 0         | 6         | 30  | - | 49  | 8     |